# Adrian Șut
Adrian Șut (n. 30 aprilie 1999, Cociuba Mare, Bihor, Regiunea de dezvoltare Nord-Vest, România) este un fotbalist român, care joacă pe post de mijlocaș la FCSB în SuperLiga României. Pe plan internațional, are prezențe la națională pentru România.

## La echipa națională
Șut a debutat la naționala mare a României pe 22 martie 2024, într-un meci amical contra Irlandei de Nord.